# George Leuchars
Sir George Leuchars (né à Durban le 6 avril 1858 et mort au Cap le 10 février 1924) est un homme politique et un militaire sud-africain, membre du conseil législatif de la colonie du Natal pour la circonscription de Umvoti (1893-1906) et ministre des affaires indigènes et des travaux publics du Natal (1903-1905). Membre du parlement d'Afrique du Sud pour Umvoti à partir de 1910 et membre du parti sud-africain, il est successivement ministre du commerce et de l’industrie (1911), ministre des travaux publics et ministre par intérim des postes et télégraphes (1912) dans le gouvernement national de Louis Botha.

## Biographie
Membre du conseil législatif du Natal, Leuchars participe à la seconde guerre des Boers à la tête des Umvoti Mounted Rifles et est présent au siège de Ladysmith. Il participe au côté des forces loyalistes à une multitude d'opérations au Transvaal, à Laing's Nek et reçoit la Queen's Medal et la King's Medal.
De 1903 à 1905, Leuchars est ministre des affaires indigènes et des travaux publics du Natal. Il est battu en septembre 1906 dans sa circonscription d'Umvoti par W.A. Deane.
Le colonel Leuchars devient membre du parlement sud-africain en septembre 1910, de nouveau pour la circonscription d'Umvoti, après avoir battu W.A. Deane, ministre de l'agriculture et de la défense de la colonie du Natal. Dean entre alors au gouvernement de Louis Botha en février 1911 en tant que ministre du commerce et de l'industrie. En juin 1912, il est nommé ministre des travaux publics.
La démission en 1912 de George Leuchars de ses fonctions de ministre en raison de divergences politiques profondes avec le ministre de la justice James B. Hertzog provoquent la démission du gouvernement et un remaniement ministériel.
Lors des élections générales sud-africaines de 1915, Leuchars est réélu député d'Umvoti avec 42 % des voix contre 32,5 % à Ernest George Jansen, le candidat du parti national et 24,9 % à W.A. Deane.